# 296-й отдельный артиллерийский дивизион противотанковой обороны
Не следует путать с 296-м отдельным истребительно-противотанковым артиллерийским дивизионом 384-й стрелковой дивизии
296-й отдельный артиллерийский дивизион противотанковой обороны (296 оадн ПТО) — формирование (воинская часть) артиллерии Вооружённых силах СССР во время Великой Отечественной войны.

## История
В составе действующей армии с 10 августа 1941 года  по 14 ноября 1941 года.
В течение августа - ноября 1941 года занимал оборону в районе Пулковских высот.
14 ноября 1941 года обращён на сформирование 1-го артиллерийского полка противотанковой обороны.

## В составе
| Дата            | Фронт (округ)       | Армия      | Корпус (группа) | Примечания |
| --------------- | ------------------- | ---------- | --------------- | ---------- |
| 01.09.1941 года | —                   | —          | —               | данных нет |
| 01.10.1941 года | Ленинградский фронт | 42-я армия | —               | —          |
| 01.11.1941 года | Ленинградский фронт | 42-я армия | —               | —          |